# Pays de Cize
Pour les articles homonymes, voir Cize.

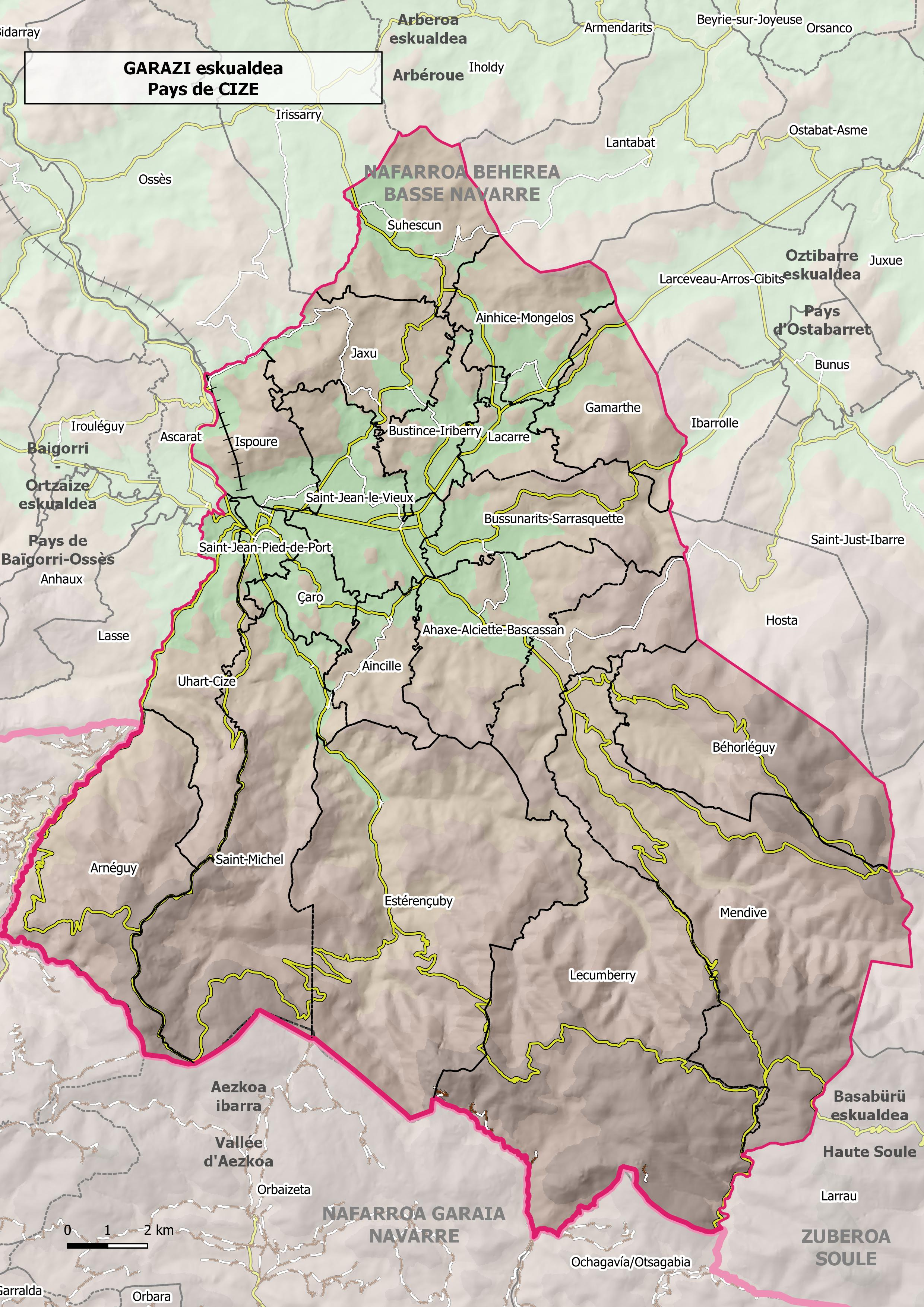
Carte topographique du Pays de Cize (Basse-Navarre, Pays Basque nord)

Le pays de Cize (Garazi en basque) est un pays historique de la province basque de Basse-Navarre, formé par la haute vallée de la Nive, dans le département des Pyrénées-Atlantiques.

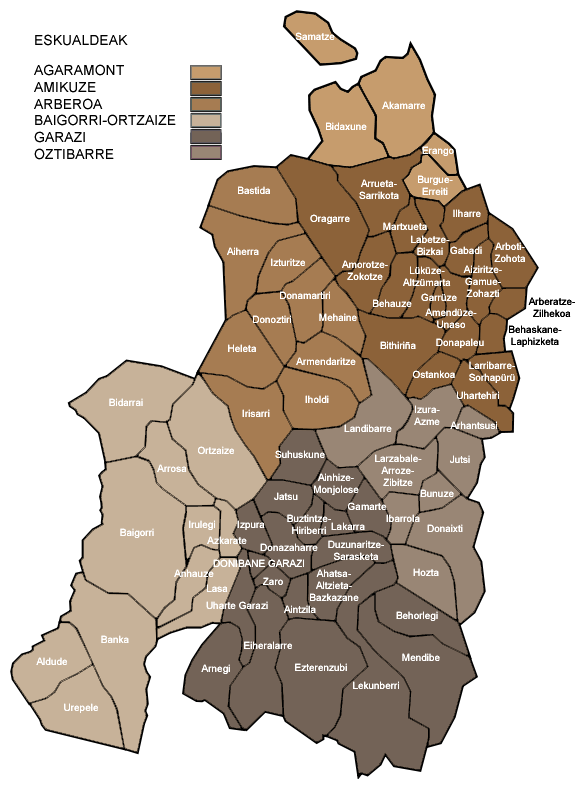
Pays historique de Garazi

Blason de la Navarre

## Géographie

### Communes
Historiquement, le pays de Cize est constitué des communes de, :
- Ahaxe-Alciette-Bascassan
- Aincille
- Ainhice-Mongelos
- Arnéguy
- Béhorléguy
- Bussunarits
- Bustince-Iriberry
- Çaro
- Estérençuby
- Gamarthe
- Ispoure
- Jaxu
- Lacarre
- Lecumberry
- Mendive
- Saint-Jean-le-Vieux
- Saint-Jean-Pied-de-Port
- Saint-Michel
- Suhescun
- Uhart-Cize

### Limites
Le pays de Cize est limité : 
- à l'ouest : par la vallée de Baïgorry (communes d'Ascarat et de Lasse),
- au nord-ouest : par la vallée d'Ossès,
- au nord : par la vallée de l'Arberoue (communes d'Irissarry et d'Iholdy)
- au nord-est et à l'est : par l'Ostabarret (communes de Lantabat, de Larceveau, d'Ibarrolle et d'Hosta),
- au sud-est : par la Soule (communes d'Alçay et de Larrau)
- au sud : par la Navarre en Espagne (communes de Valcarlos, d'Orbaitzeta et d'Ochagavía).

### Physionomie
On y arrive par Bayonne en remontant la Nive.
Après la minigorge de Louhossoa, la vallée s'agrandit, les pentes sont fortes, la fougère et le châtaignier règnent. On est en montagne, on est en Navarre.
C'est le pays des vallées encaissées, des terres à moutons, le pays des villages bien identifiés.

## Histoire
Très tôt, Saint-Jean-Pied-de-Port obtient ses fueros. La capitale est libre et est défendue par le roi de Navarre en personne.

## Pays historiques de Basse-Navarre
- Agramont
- Pays de Mixe (Amikuze)
- Arberoue (Arberoa)
- Baïgorry-Ossès (Baigorri-Ortzaize)
- Pays de Cize (Garazi)
- Ostabarret (Oztibarre)[3]